# Freiria
Freiria is een plaats (freguesia) in de Portugese gemeente Torres Vedras en telt 2464 inwoners (2001).